# NGC 3197
NGC 3197 (другие обозначения — UGC 5500, MCG 13-8-9, ZWG 351.10, ZWG 350.45, PGC 29870) — галактика в созвездии Дракон.
Этот объект входит в число перечисленных в оригинальной редакции «Нового общего каталога».
В галактике вспыхнула сверхновая SN 2005kx типа II, её пиковая видимая звездная величина составила 17,3.